# تاريخ كورفو

خريطة طبوغرافية للجزيرة

يرتبط تاريخ كورفو بقوة لموقعها الجغرافي الاستراتيجي. كورفو (اليونانية الحديثة: Κέρκυρα) هو أقصى الشمال من جزر البحر الأيوني، قبالة البحر الأدرياتيكي. وعلى الحدود (رمزية) بين الغرب والشرق. كورفو هي أقرب منطقة اليونانية من إيطاليا، في حين يجري أقل من ثلاثة كيلومترات من الساحل الألباني. وكانت خطوة واضحة في طريق الشام، في كلا الاتجاهين. 
فمن الصعب أحيانا التمييز، على مر التاريخ، وبين الوقائع التي تتصل فقط إلى مدينة كورفو وأولئك في الجزيرة بشكل عام.
أسست كورفو التي كتبها كورنثوس. تعتبر العلاقة الصعبة مع والدته واحدة من الأسباب التي أدت إلى الحرب البيلوبونيسية. عندما تحولت روما إلى الشرق، كانت الجزيرة أول خطوة في توسيع الإمبراطورية. بعد تقسيمالإمبراطورية، بقيت على الحدود بين الإمبراطورية الغربية والإمبراطورية الشرقية. بعد 1054، وقالت انها وجدت على الحدود بين شعيرة اليونانية وشعيرة اللاتينية. مع الحملة الصليبية الرابعة، وكان كورفو الاتصال بين الرومان والبيزنطيين، الذين ينتمون لأول مرة إلى إمارة إبيروس البيزنطية، ومن ثم تمرير المملكة أنجفين نابولي ثم البندقية: وكان موقعها في مدخل البحر الأدرياتيكي الاستراتيجي للدفاع عن التجارة «معظم جمهورية سيرين سان ماركو»البحر الأبيض المتوسط. بعد إنشاء الإمبراطورية العثمانية، كانت الأراضي المسيحية الأخيرة قبل العالم الإسلامي. رأس حربة الغرب، انه كان يستخدم من قبل القوى التي لديها آراء الإمبراطورية، أصبح «رجل أوروبا المريض». مرت كورفو في أيدي فرنسا الثورية (تشكيل وزارة كورسيرا) ونابليون، روسيا والمملكة المتحدة في محمية جمهوريةبريطانية جزر البحر الأيوني. أصبحت الجزيرة اليونانية بموجب معاهدة لندن (1864). 
خلال الحرب العالمية الأولى، احتلت كورفو فرنسا في عام 1916، ورحب الجيش الصربي توجيهها. فقد تعرض للقصف وبنسبة إيطاليا التي احتلت عام 1923 أثناء قضية كورفو، واحتلت مرة أخرى عن طريق إيطاليا خلال الحرب العالمية الثانية. ودمر عاصمتها من قبل القوات الألمانية في عام 1943 عندما تولت السلطة من إيطاليا.
في عام 1994، وقمة الاتحاد الأوروبي في كورفو توسيع الاتحاد الأوروبي إلى 3 دول أعضاء جديدة، مما أدى إلى توقيع معاهدة أشليانوا كورفو.

## أصل التسمية
في الازمنه القديمة، وكان يسمى في الجزيرة وعاصمته كوسيرا. خلال الفترة البيزنطية، فإنها أصبحت Korypho (ابتداء من Κορυφαί, قمم اثنين الذي بنيت القلعة من مدينة أو Πόλις τῶν Κορυφῶν) إلى القرن التاسع عشر. تم تلف الاسم أثناء وجودالبندقية في Stous Korphous ثم كورفو. أنه ينطوي كذلك على أسماء دروبانوم وشرييا. 

## قبل التاريخ

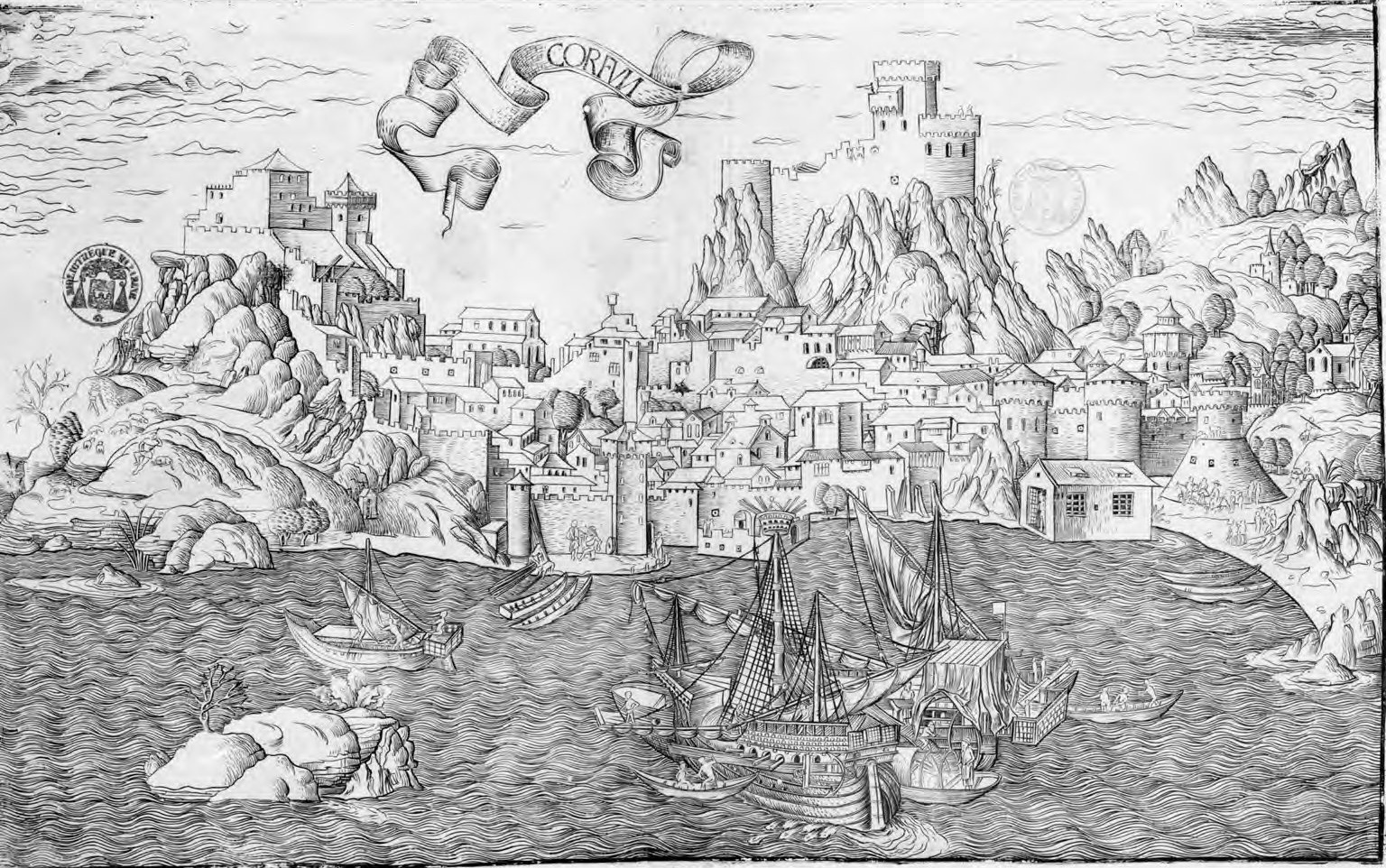
مدينة كورفو في 1488.

من الشمال الغربي من الجزيرة، إلى سداري وفي جزيرة Diaplo عثر على أقدم آثار للموئل. أنها تعود إلى الميزوليتي وأوائل العصر الحجري الحديث إلى الألف السادس. J.-C. أنها قريبة جدا من الكامباني هذا المحصول في نفس الوقت في جنوب إيطاليا.  للسلبيات، وطبقات من العصر البرونزي، في وقت لاحق مختلفة. في أفيونا، وقد تم اكتشاف فخار أواخر الألف الثاني قبل الميلاد الثالث وفي وقت مبكر. إذا تم إجراء جزء من الفخار الأحمر الخشن، وهناك أيضا غرامة خزف والبني مع تصميم هندسي من طلاء أسود. فهي تعتبر لنوع بوليا ونقول مولفيتا. تم اكتشاف قرية من العصر البرونزي أيضا والتنقيب في كابوكفالي. في أيارمون، على بعد 500 متر من البحر، كما تم تحديد أكواخ من الطين ما قبل التاريخ. 
قبل الاستعمار كورنثوس، كان يعيش في الجزيرة الملاحة البحرية الأشخاص الذين نحدد الإغريقي هوميروس. 

## الأزمنة القديمة
تمتد فترة الأزمنة القديمة في تاريخ كورفو من أقدم الحضارات التي سكنت الجزيرة خلال العصور ما قبل التاريخ، مرورًا بتأسيس المستعمرات اليونانية القديمة، وحتى نهاية الحقبة الكلاسيكية التي شهدت تطورات سياسية واجتماعية هامة. في هذه المرحلة، لعبت كورفو دورًا محوريًا كمحطة استراتيجية ومركز تجاري هام في منطقة البحر الأيوني والبحر المتوسط، حيث تأثرت وتأثرت بالثقافات والحضارات المحيطة بها.
تبدأ الرواية التاريخية لهذه الفترة مع تأسيس المستعمرة الكورثية على الجزيرة، التي كانت بداية لتطوراتها السياسية والاجتماعية.

### مستعمرة كورنثية

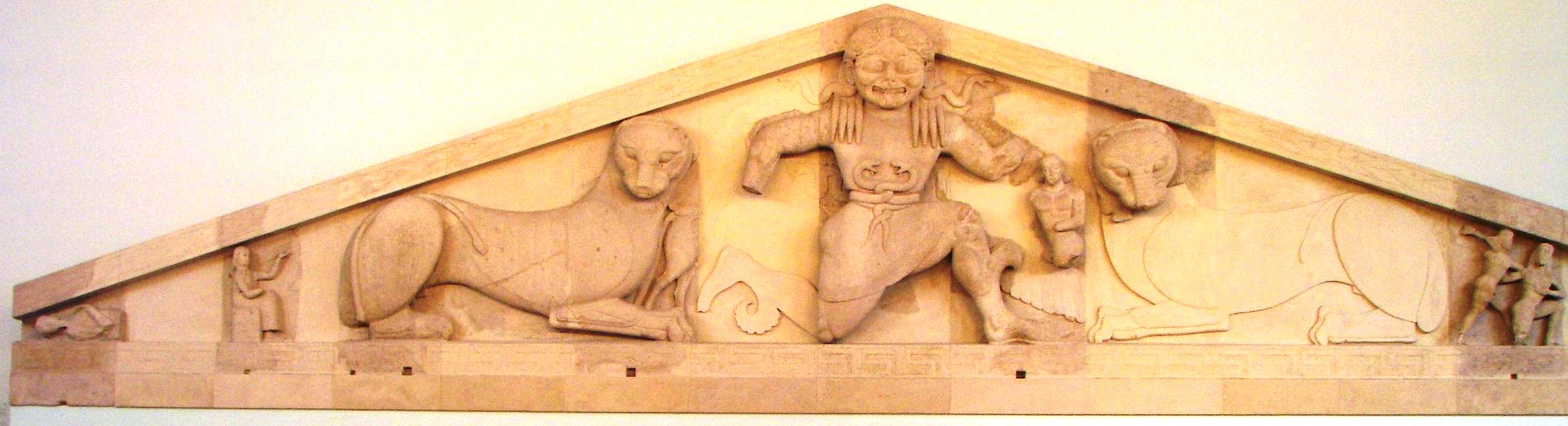
جورجون (اشتقاق الغربي لمعبد أرتميس في باليوبوليس)

أول ذكر لكورسيرا في هيرودوت. يروي لنا أن كوسيرا كان مستعمرة كورنثية (من -733)، ومنذ تأسيسها، تمت في المدينتين يختلف بشكل متواصل. تأسست كوسيرا من كورينث إلى الثامنأولمبياد (734 قبل الميلاد). ويبدو أن كورينثيانز قد طاردت الأريتريين التي تم تثبيتها بالفعل. كانت الجزيرة محطة في الطريق إلى مستعمرة كورنثية آخر: سيراكيوز. تم تثبيت أول مدينة (على موقع يسمى أيام باليوبوليس) على رعن على الساحل الشرقي من الجزيرة، والتي يسمح لها منفذ على كل جانب. وقد دعا هذا رعن كركيرا أو كركيرا، «ذيل».  الشمال في خليج كاسترا قريبا (اليوم غاريستا)، وكان ميناءألكينوس والجنوب على البحيرة كاليكيبولو، وميناء هايلييك. 
ثيودوروس الذي يربط هويته مع شاريافيلا شانس من الأوديسة، هو أول من لاحظ دور الجيو-استراتيجي مهم للجزيرة: «كورسيرا يتم وضع بسعادة على الطريق البحري على طول الساحل إلى إيطاليا وصقلية. فإنه يمكن منع المدن من هناك إلى إرسال أسطول (...) أو غير ذلك تسهيل رحلة أسطول غادر هنا للذهاب إلى هذه البلدان.» وسرعان ما أصبحت المدينة قوية جدا، لدرجة تأسيس مستعمراتها الخاصةدراس وأبولونيا من إبيروس إلى 626 أو 625 قبل الميلاد. ان المستوطنين من كورنثية والبلاد الدوريسي انضم إلى الحركة.أعطى هذا الغموض الحجج كورنثوس المطالبة بحقوق على المستعمرة. التنافس مع العاصمة، كورنثوس، واستشهد كما اشتبك الاثنان في معركة بحرية، وربما الجزر سيبوتا نحو 660 قبل الميلاد.
عندما يكون أبقراط، طاغية جيلا استولى سيراكيوز، تم حفظ سكانها من كوسيرا بعد الهزيمة العسكرية. 

### الحرب البيلوبونيسية:

#### صراع كورسيرا وكورينث على المستعمرة
وفقًا لثيوسيديدز، كان سبب الحرب البيلوبونيسية صراعًا بين مدينة كورسيرا ومستعمرة كورينث على السيطرة على كورسيرا في عام 435 قبل الميلاد.

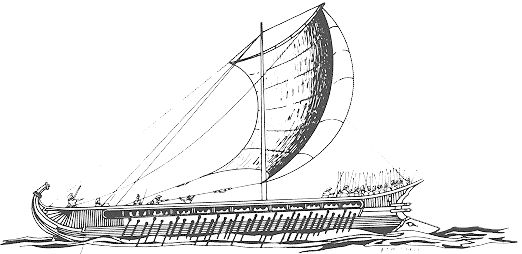
وثلاثية المجاذيف. كان كوسيرا الاسطول الثاني من اليونان القديمة.

وقد تعاني من هجمات متكررة من الجيران «البرابرة» حلفاء طرد حزب الأرستقراطية قبل بضع سنوات. ناشدت المدينة لمساعدته له مدينة كوسيرا الذين رفضوا مساعدته. وقالت انها المظالم ضد مستعمرتها التي لم تظهر له الاحترام الواجب له. وعلاوة على ذلك، مع استقلالية متزايدة من كورسيرا، كان كورنثوس فقدان السيطرة على طريق التجارة إلى صقلية واليونان العظمى. لذا أرسلت كورنثوس القوات والمستوطنين.كوسيرا يتطلب رحيلهم، ولكن نذكر من الأرستقراطيين نفي. يسبب وباء رفض إرسال كوسيرا أربعون له مائة وعشرون السفن التي حاصرت مستعمرة. فشلت المفاوضات. كورنثوس مساعدة من بعض المدن اليونانية الأخرى، أرسل خمسة وسبعين سفينة و 2000 أو 3000 هوبليت.  التقى أسطول ثمانين سفن في كيب، جنوب كوسيرا. فقدت كورنثوس خمسة عشر سفينة. تم ذبح السجناء (باستثناء أهل كورنثوس). وفي اليوم نفسه، اتخذ دراس. الفائز كوسيرا يرسل سفنه تنهش ليفكادا، مستعمرة كورنثية، ميناء أصوات التي كانت متحالفة على كورنثوس. 
السنتين التاليتين (434 و 433 قبل الميلاد.)، لا تواجه المدن، ولكن كورنث وكوسيرا شدت نفسه سعى الحلفاء. تحولت الجزيرة نحو أثينا التي وقعت حلفا دفاعيا. وأرسلت عشر سفن الأثينية على كورسيرا، مع أوامر التدخل إلا إذا كان كورينثيانز محاولتها الهبوط على كوسيرا أو على أراضي تابعة له. هجوم كورنثوس مع مائة وخمسين سفينة (بعضها تنتمي إلى حلفائها بيلوبونيزية). تعتبر معركة بحرية من الجزر سيبوتا ثيودوروس أنها تنتمي إلى «تكتيكات قديمة»: صراع هوبليت شرعت على متن السفن. كسر  من الناحية اليمنى كورنثية ولكنهم هزموا على الجناح الأيسر بهم.وهذا يؤدي إلى استجابة الأثينية. واعتبرت المعركة انتصارا كوسيرا بل أيضا كورنثوس. ومع ذلك كتب ثيوسيديدز أن «هذه هي الطريقة التي كان كوسيرا اليد العليا في الحرب ضد كورينث.» انها كسر أيضا السلام الهش بين أثينا والبيلوبونيز وبداية الحرب البيلوبونيسية. 

#### الحرب الأهلية
كان للحرب من اليونان عواقب حتى على كورسيرا الذي وجد نفسه يعاني من حرب أهلية من ثيوسيديدز
في 427-426 قبل الميلاد. اندلعت الحرب الأهلية بين كوسيرا الديمقراطيين والأرستقراطيين.وقد أفرج عن السجناء الذين وقعوا في معركة، إما من مقابل الحصول على فدية ضخمة أو من مقابل وعد بأنهم سيفعلون أي شيء للتوفيق بين مدينتهم وكورينث. حاولوا الحفاظ على التزامها، ولكن، في أعقاب تصويت، تقرر أن كوسيرا تبقى حليفةأثينا. ويبدو الحزب الأرستقراطية التي كانت مواتية إلى كورنثوس، في حين أن الحزب الشعبي يميل إلى أثينا. قادة مختلف منالطرفين أولا إلى العدالة. ماتياس، رئيس حزب الشعب، فقد برئت ساحته من التهم والسياسات ضده. فأسند خصومه من المحاكم، وهذه المرة بتهمة تدنيس المقدسات. وحكم على خمسة أعضاء من الحزب الأرستقراطية لدفع غرامة ثقيلة. ماتياس، شخصية مؤثرة في المجلس، يصر على أن تم دفعها. الأرستقراطيين ومؤيديهم من ذلك الحين بدنيا استغرق الديمقراطيين. هوجمت شذرات وقتل في نفس الغرفة في المجلس، مع ستين شخصا آخرين الحاضر. استغرق أنصاره ملاذا آمنا في أحد ثلاثية المجاذيف الأثيني. 

كورسيرا في التحالف الأثيني.

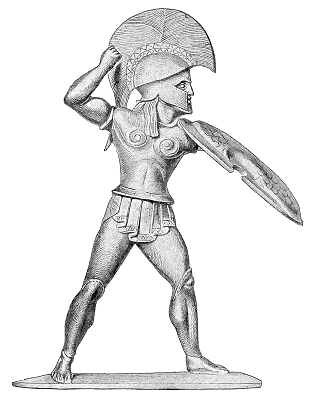
هوبليت

### فترة 'البريطانية'
الحكام البريطانيون:
- السير جيمس كامبل 1814 - 1816

علم جزر البحر الأيوني تحت الحماية البريطانية

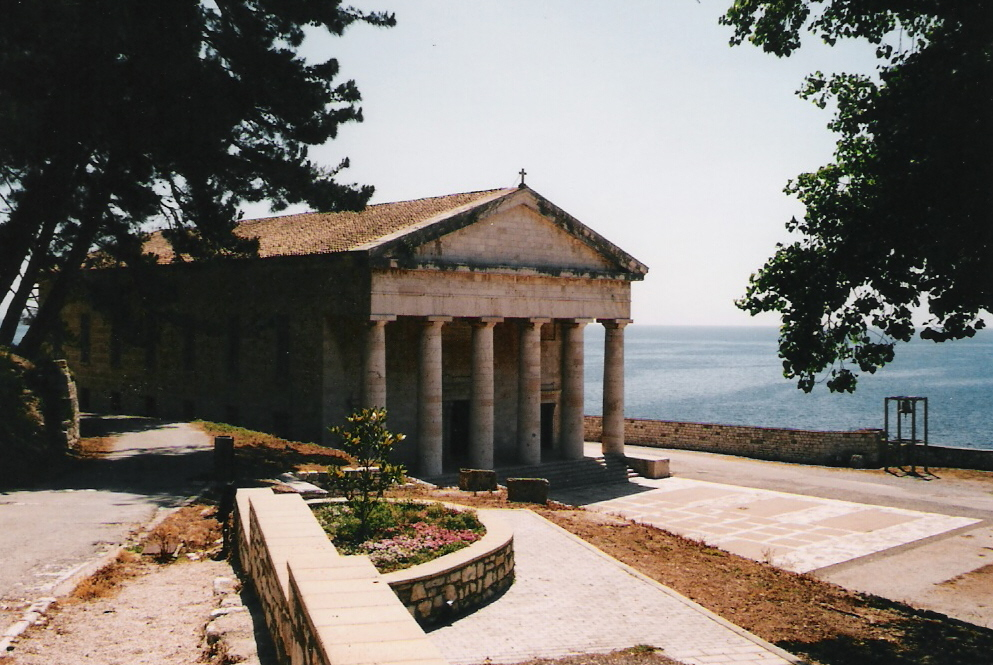
كنيسة القديس جورج التي بناها البريطانيون في فورتيزا فيكيا

- السير توماس ميتلاند (1759 - 1824) 1815 - 1823
- سيد آدم فريدريك (1781 - 1853) 1823 - 1832
- السير جورج الكسندر ودفورد (1782 - 1870) 1832 - 1832
- جورج نوجنت غرينفيل، البارون نوجنت  (1788 - 1850) 1832 - 1835
- هوارد دوغلاس (1776 - 1861) 1835 - 1840
- جيمس الكسندر ستيوارت ماكنزي (1784 - 1843) 1840 - 1843
- جون كولبورن، البارون سيتون (1778 - 1863) 1843 - 1849
- السير هنري جورج وارد (1797 - 1860) 1849 - 1855
- السير جون يونغ (1807 - 1876) 1855 - 1859
- وليم غلادستون (1809 - 1898) 1859 - 1859
- السير هنري نايت اللقالق (1811 - 1874) 1859 - 1863
- عدد ديميتريوس نيكولو، رئيس البرلمان (1799 - 1873) 1863 - 1864

## الصور

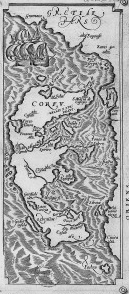
Carte de 1570
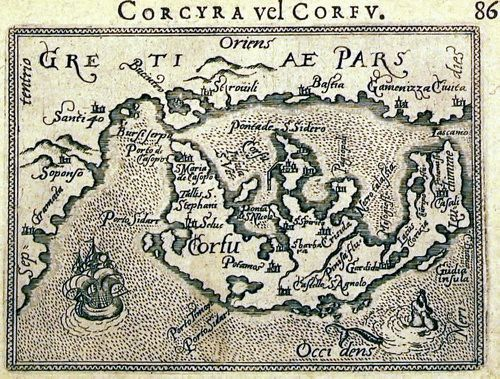
Carte de 1595
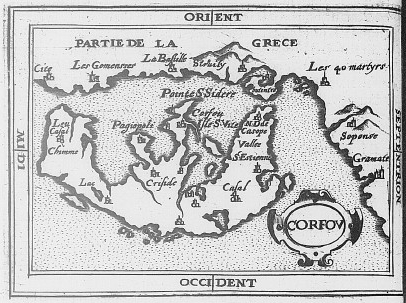
Carte de 1615
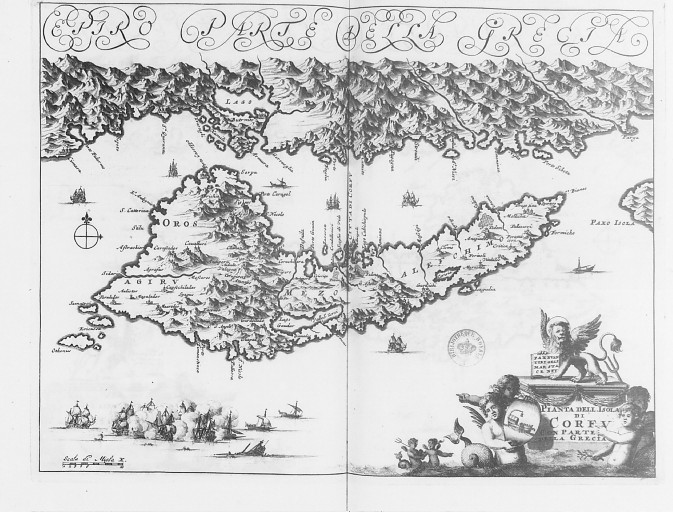
Carte de 1688
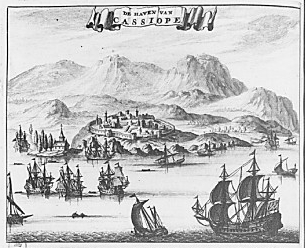
Vue de Kassiopi en 1688
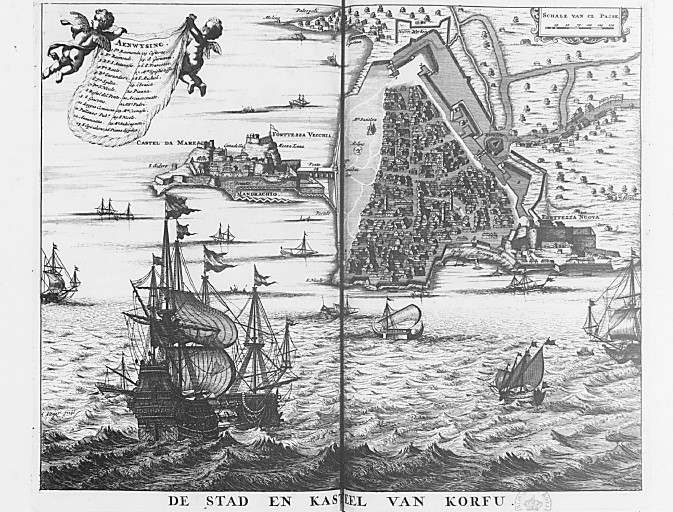
Plan de Corfou en 1688
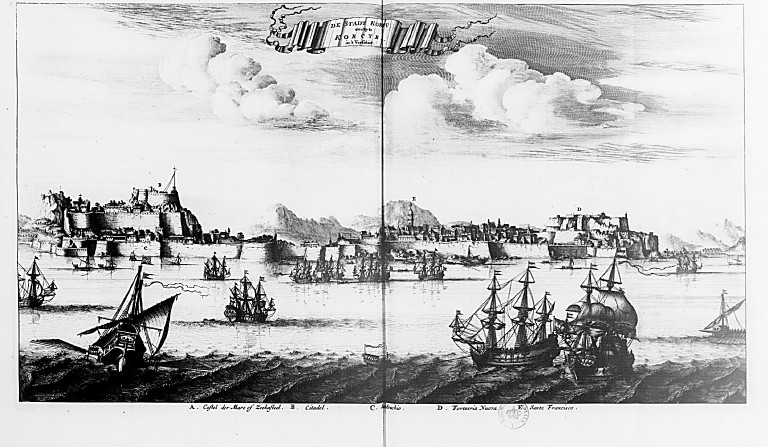
Corfou en 1688
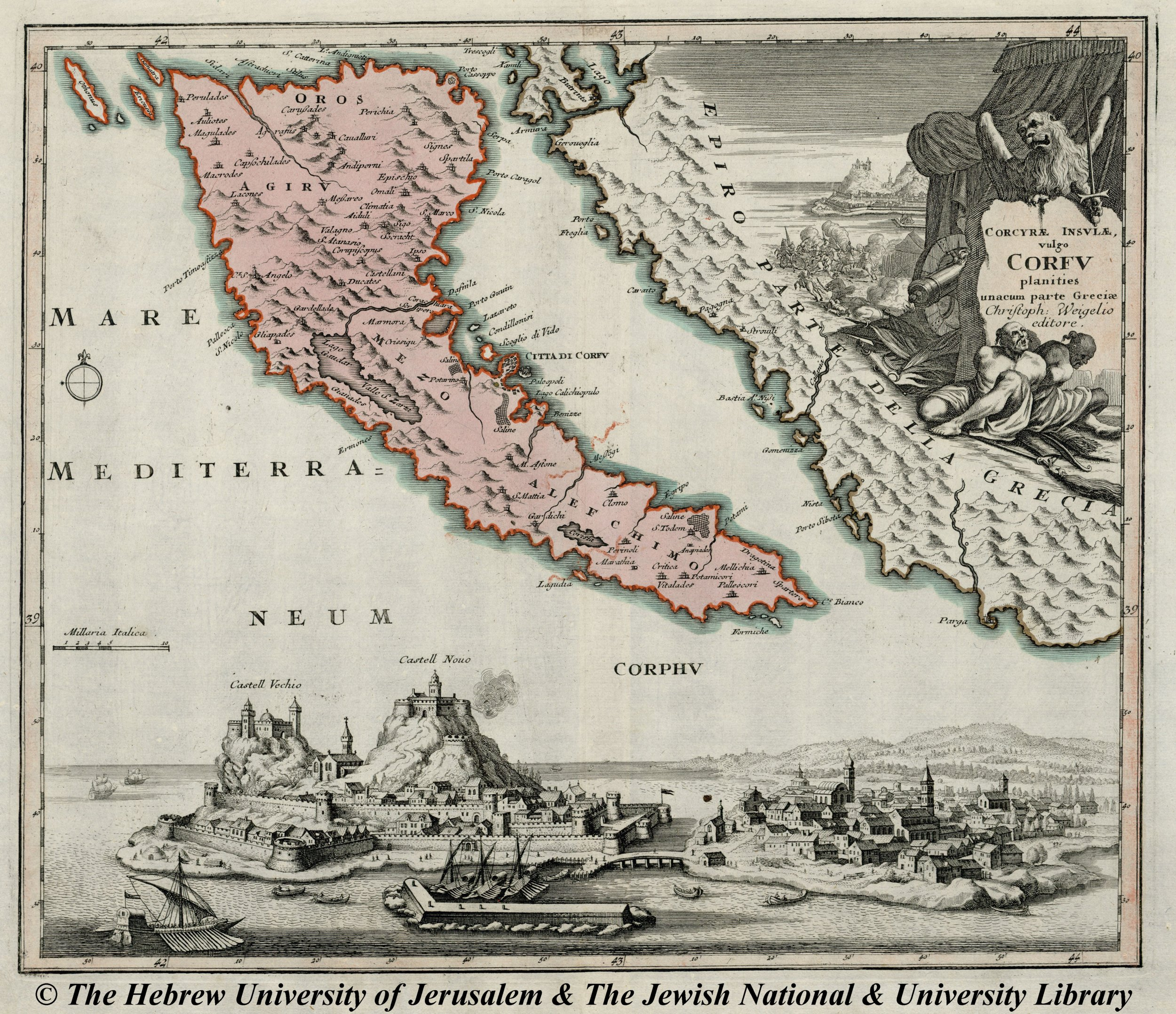
Carte de 1720
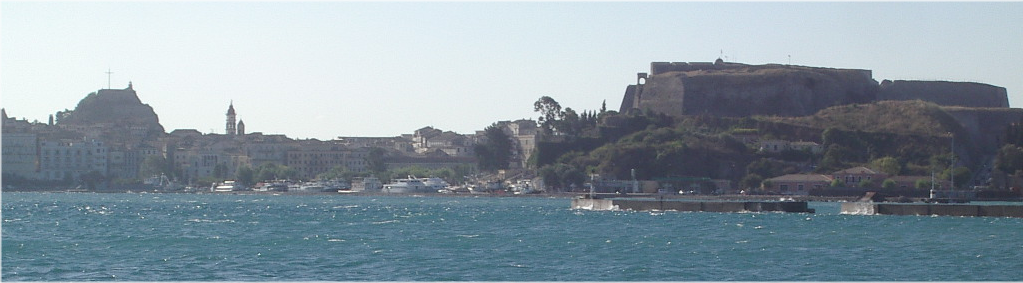
Les deux forteresses
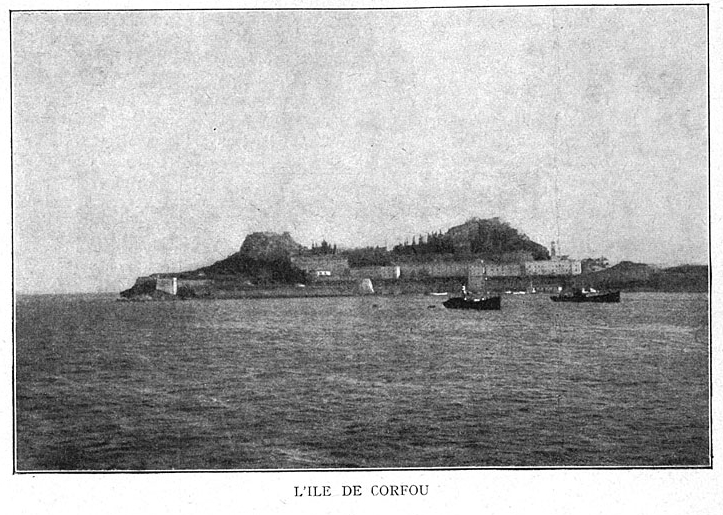
Corfou en 1915

## المذكرات والمراجع